# Zemljino magnetsko polje
Zemljino magnetsko polje ili geomagnetsko polje je magnetsko polje koje se prostire od Zemljine unutrašnjosti do mjesta na kojem nailazi na sunčev vjetar, tok nabijenih čestica koji izbija sa Sunca. Njegova magnituda na Zemljinoj površini iznosi od 25 do 65 mikrotesla (od 0,25 do 0,65 gausa). Grubo govoreći riječ je o polju magnetskog dipola trenutačno nagnuta za kut od oko 10° u odnosu na Zemljinu os rotacije, kao da je štapićasti magnet postavljen pri takvu kutu u središte Zemlje. Za razliku od štapićastog magneta, Zemljino se magnetsko polje mijenja tijekom vremena jer ga stvara geodinamo (u slučaju Zemlje, gibanje slitina rastaljena željeza u njezinoj vanjskoj jezgri).

## Magnetizam Zemlje
Magnetizam Zemlje su pojave koje nastaju pod utjecajem Zemljina magnetskoga polja. Magnetna igla, slobodno ovješena u svojem težištu, na Zemljinoj se površini namješta približno u smjeru sjever–jug i priklonjena je prema vodoravnoj ravnini (magnetska inklinacija), što dokazuje da je Zemlja opkoljena magnetskim poljem. To je polje u određenoj točki određeno vektorom magnetske indukcije F, određivanje kojega uključuje određivanje iznosa (totalna jakost ili intenzitet T) i smjera toga vektora. Komponenta je vektora F u vodoravnoj ravnini vodoravna jakost H, a u okomitoj je ravnini okomitita jakost Z. Vodoravna jakost razlaže se na komponentu X u smjeru zemljopisnog istoka i komponentu Y u smjeru zemljopisnog sjevera. Okomita je ravnina, položena vektorom F, magnetski meridijan te točke. On sa zemljopisnim meridijanom zatvara kut magnetsku deklinaciju D. Veličine F, H, X, Y i Z izražavaju se u nanoteslama (1 nT = 10–9 T), a D i I u stupnjevima ili radijanima. Tih su 7 veličina elementi Zemljina magnetskoga polja. Tri neovisna elementa dovoljna su za određivanje vektora magnetske indukcije F. Ti se elementi mijenjaju vremenski i prostorno. Radi prostornog uspoređivanja njihovih vrijednosti, mjerenja na pojedinim točkama (magnetski premjer) svode se na isti vremenski trenutak (epoha). Tomu služe magnetometri, mjerni instrumenti na magnetskim opservatorijima koji neprekidno zapisuju bar tri neovisna elementa Zemljina magnetskoga polja (magnetogram).
Nanesu li se na zemljopisnu kartu za svako mjerno mjesto elementi Zemljina magnetskoga polja, svedeni na istu epohu, te izvuku linije njihovih jednakih vrijednosti, dobiju se karte geomagnetskih elemenata: 
- izogone spajaju jednake vrijednosti magnetske deklinacije; agona spaja vrijednosti D = 0°. Izogone se sijeku u oba zemljopisna pola i u dva Zemljina magnetska pola.
- izokline spajaju jednake vrijednosti magnetske inklinacije; izoklina I = 0° je aklina i ona je aklinički magnetski ekvator. Od akline prema sjevernome magnetskome polu I raste od 0° do 90°, a prema južnomu opada do –90°.
- izodiname spajaju jednake vrijednosti jakosti (intenziteta) Zemljina magnetskoga polja: izodiname totalne, vodoravne i okomite jakosti. Od magnetskih polova prema magnetskom ekvatoru totalna jakost T opada od približno 60 000 nT na oko 20 000 do 30 000 nT. Linije koje spajaju mjesta jednakih vremenskih promjena elemenata Zemljina magnetskoga polja kroz određeno vremensko razdoblje nazivaju se izopore.[3]

C. F. Gauss dokazao je 1835. da se Zemljino magnetsko polje uz njezinu površinu sastoji od dvaju dijelova. Ishodište prvoga, znatno većega dijela nalazi se u Zemlji (unutarnje polje), a drugi, manji dio uzrokovan je električnim strujama u različitim slojevima atmosfere (vanjsko polje). Pretežan dio unutarnjega polja (99%) uzrokuju konvekcijska električna gibanja tekuće vanjske Zemljine jezgre (dubina od 2 900 do 5 100 kilometara), koja se polagano mijenjaju s vremenom, što uzrokuje sekularnu varijaciju Zemljina magnetskoga polja. Preostali dio (1%) uzrokuju magnetične stijene (do dubina 20 do 30 kilometara) i električne struje u Zemljinoj kori. S porastom temperature s dubinom magnetičnost stijena slabi i na određenoj dubini, odnosno temperaturi (Curiejeva temperatura), iščezava. Vanjsko magnetsko polje u područjima magnetskoga ekvatora uza Zemljinu površinu iznosi do 200 nT, a u polarnim područjima oko 1000 nT. Izuzmu li se vremenske oluje (polje do 20 nT, kod munja i više), uzroci su nastanka toga polja u atmosferskim slojevima iznad 50 km (magnetosfera).
Kada bi Zemlja bila sama u svemiru, njezino bi se magnetsko polje, slabeći s visinom, protezalo bez granica. Međutim, zbog djelovanja Sunčeva magnetskoga polja i Sunčeva vjetra (elektroni i protoni brzine oko 1000 km/s, generirani Sunčevom aktivnošću), djelovanje Zemljina magnetskoga polja proteže se do magnetopauze, sloja debljine oko 100 kilometara, koji se na strani prema Suncu (dan) nalazi na visini do 70 000 kilometara, a na suprotnoj strani (noć) na više od 108 kilometara. Međudjelovanje Sunčeva vjetra i magnetosfere osnovni je generator polarne svjetlosti, Van Allenovih pojasa, promjena ionizacije atmosfere (ionosfera) i drugog. U vremenskoj slici periodičnih promjena Zemljina vanjskoga polja nalaze sastavnice razdoblja od oko 11 godina (period promjena Sunčeve aktivnosti), 1 godine (godišnja varijacija), 27 dana (razdoblje Sunčeve rotacije) i 1 dan (dnevna varijacija). Intenzivne promjene Sunčeve aktivnosti, odnosno Sunčeva vjetra, dovode i do neperiodičnih promjena (geomagnetska oluja).

### Jakost Zemljinog magnetskog polja
Pravac inklinacione igle pokazuje nam smjer jakosti Zemljinog magnetskog polja. Zbog njezinog kosog smjera jakost se teško direktno mjeri. Zato jakost ili totalni intenzitet Zemljinog magnetskog polja T rastavljamo na vodoravnu H i okomitu V komponentu. Vodoravna komponenta se lako mjeri i ona djeluje na deklinacionu iglu kompasa. Matematički se može izraziti:
{\displaystyle H=T\cdot \cos i}
{\displaystyle V=T\cdot \sin i}
gdje je: i - magnetska inklinacija. Odredimo li mjerenjem magnetsku inklinaciju i vodoravnu komponentu H, onda je jakost ili totalni intenzitet Zemljinog magnetskog polja T:
{\displaystyle T={H \over \cos i}}
Mjerni instrument za mjerenje magnetske inklinacije naziva se deklinatorij.

## Objašnjenje
Još uvijek ne postoji opće prihvaćena teorija o postanku, to jest uzrocima Zemljinog magnetizma. Promjene položaja polova zajedno s promjenom jačine magnetskog polja ukazuju da se polje vjerojatno stvara u vanjskoj jezgri, a ne u krutoj kori ili plaštu. Vjeruje se da ta strujanja stvaraju magnetsko polje, te je u tom slučaju jezgra električni vodič, što neizravno ukazuje na metalni sastav jezgre. Pedesetih godina 20. stoljeća počelo se sve više spoznavati o promjenjivosti smjera magnetskih silnica, to jest o geomagnetskoj reverznosti. Danas se zna da magnetski polovi zamjenjuju mjesta. Za vrijeme normalne polarnosti (koja je prisutna u naše doba) magnetske silnice izlaze u blizini južnog zemljopisnog pola i vraćaju se u Zemlju u blizini sjevernog zemljopisnog pola. Za vrijeme reverzne polarnosti događa se obratno, magnetske silnice izlaze u blizini sjevernog zemljopisnog pola i vraćaju se u Zemlju u blizini južnog zemljopisnog pola.
Mnoge stijene u kori sadrže podatke o jačini i smjeru magnetskih silnica, to jest magnetskog polja u vrijeme njihovog nastanka. Većina magmatskih stijena sadrži mineral magnetit koji se, kada se temperatura magme ili lave spusti ispod Curiejeve temperature, može magnetizirati, a samim time se njegove čestice orijentiraju u smjeru magnetskih silnica ukazujući na tadašnji položaj sjevernog magnetskog pola. Slično se događa kod taloženja čestica magnetita, ali i nekih drugih minerala željeza, poput hematita, orijentiraju se u talogu u smjeru magnetskih silnica tako da i mnoge sedimentne stijene daju podatke o položaju magnetskih polova u vrijeme njihovog taloženja. Pri tome je važno utvrditi da stijene nisu pretrpjele preobrazbu pri kojoj bi došlo do porasta temperature iznad Curiejeve temperature. Čestice željeznih minerala bi u tom slučaju izgubile svoj magnetizam te pri hlađenju dobile novi, to jest orijentirale se prema magnetskom polju u doba njihova hlađenja.

### Uzrok i posljedice
Danas se još uvijek ne zna zbog čega dolazi do promjene magnetskih polova u manje ili više pravilnim vremenskim razdobljima. Pretpostavlja se da se uzrok nalazi u promjeni smjera konvekcijskih strujanja u vanjskom dijelu jezgre. Zemljino magnetsko polje smanjuje utjecaj Sunčevog zračenja. Osobito je važno da znatno smanjuje utjecaj smrtonosnog, ultraljubičastog zračenja. Smatra se da bi za vrijeme svake promjene polova taj magnetski štit oko Zemlje nestao, a na što ukazuje nestanak nekih i postanak, zbog mutacije, novih vrsta istovremeno s promjenom magnetskih polova.
Proteklih desetljeća su određivanja magnetskih polova rađena u stijenama različite starosti širom svijeta pa se razvila zasebna disciplina nazvana paleomagnetizam. Otkrivena su brojna razdoblja normalne i reverzne polarnosti tijekom geološke prošlosti. Mnogo podataka o geomagnetskoj reverznosti je dobiveno iz slojeva lave u kojima je otkrivena potpuno suprotna orijentacija magnetita. Takvi slojevi lave su osobito važni jer se mogla utvrditi njihova apsolutna starost. Na osnovu takvih brojnih podataka pretpostavlja se da se promjena položaja magnetskih polova događa u prosjeku oko svakih 500 000 godina. Tako je utvrđeno da današnja, normalna polarnost traje već oko 700 000 godina što je nešto više od prosjeka. Paleomagnetska istraživanja su osim toga ukazala na drugačije međusobne položaje kontinenata kroz geološku prošlost pa su tako dala veliki doprinos razvoju teorije o tektonici ploča.
Jakost magnetskog polja nije svugdje jednaka na Zemljinoj površini. Kao i kod gravitacije, odstupanja od prosječne vrijednosti nazivaju se magnetskim anomalijama. Anomalije se utvrđuju mjernim instrumentom magnetometrom. Magnetometar se može na kopnu prenositi vozilom ili vući brodom iznad morskog dna. Mjerenja se mogu obavljati i iz svemirskih letjelica. Geomagnetske anomalije utječu na mjerenje kompasom jer nastaje deklinacija, to jest igla kompasa ne pokazuje smjer sjevernog magnetskog pola, nego je za određeni kut otklonjena prema istoku ili zapadu. Deklinacija na Zemljinoj površini jako varira. Linije koje prolaze kroz točke na površini Zemlje iste deklinacije zovu se izogone. Za anomalije prisutne na širokom, regionalnom području se vjeruje da su uzrokovane promjenama u konvekcijskom strujanju vanjskog dijela Zemljine jezgre. Anomalije na malim, lokalnim područjima mogu ukazivati na promjenu vrste stijena što je onda vezana za količinu minerala magnetita u stijeni i/ili na određenu geološku strukturu. Pozitivne magnetske anomalije pokazuju veću jakost magnetskog polja, a negativne magnetske anomalije na nižu jakost magnetskog polja od regionalnog prosjeka.

## Primjena
Istraživanja Zemljina magnnetskoga polja primjenjuju se za utvrđivanje rudnih i drugih ležišta u njezinoj kori (primijenjena geofizika) na osnovi anomalija Zemljina magnetskoga polja, izmjerenih na Zemljinoj površini, koje ta ležišta uzrokuju. Određivanje elemenata Zemljina magnetskoga polja pridonijelo je utvrđivanju značajki tektonike ploča, konvekcije u vanjskoj Zemljinoj jezgri i mnogo sporije konvekcije u njezinu plaštu. Sekularna varijacija Zemljina magnetskoga polja povezuje se s nepravilnostima rotacije Zemlje i sekularnim promjenama klime (malim odstupanjima do kojih dolazi u dugom vremenskom periodu; lat. saeculum: stoljeće), a primjenjuje se u navigaciji brodova i letjelica.

## Magnetosfera
Magnetosfera je područje oko planeta i njihovih prirodnih satelita u kojem je magnetsko polje vretenasto oblikovano međudjelovanjem sa Sunčevim vjetrom. Magnetosferu ispunjavaju električki nabijene čestice iz Sunčeva vjetra, kozmičkih zraka, iz atmosfere planeta ili njegovih satelita koje međudjeluju s magnetskim poljem tijela. Zemljinu magnetosferu u smjeru Sunca ograničuje čeoni udarni val na udaljenosti 8 do 12 Zemljinih polumjera. Magnetosfera počinje oko 1000 kilometara iznad Zemljina tla. Strana magnetosfere nasuprotna Suncu produžuje se u obliku repa daleko u međuplanetarni prostor. U magnetosferi se nalaze Van Allenovi pojasi pojačanoga elektromagnetskoga zračenja.

## Anomalije
Studenoga 2016. solarna oluja na jednom je mjestu znatno oštetila Zemljino magnetsko polje da je stvorila pukotinu kroz koju je neuobičajeno mnogo kozmičkih gama zraka prodrlo kroz atmosferu sve do površine. Uz to se taj prodor gama-zraka podudario sa Sunčevom bakljom koja je izbacila ionizirane čestice brzinom od 2,5 milijuna kilometara na sat. Bila je toliko jaka da je smanjila magnetsko polje. Uobičajeno je 11 puta veće od Zemlje, a oluja ga je smanjila da je bilo samo četiri opsega Zemlje. Posljedice su bile skokoviti porast polarne svjetlosti te nakratko onesposobljena radijska komunikacija. Naknadnom obradom utvrđeno je da pukotina postoji od prije. Lipnja 2015. muon teleskom GRAPES-3 u Indiji, izmjerio je da su porasle kozmičke gama-zrake koje prodiru kroz atmosferu. Oblak plazme prošao je kroz neobičan privremeni procjep u Zemljinu magnetskom polju, utvrdilo se analizom instituta Tata. Zrake dolaze izvan Sunčevog sustava, ali iz izvora koji je bio relativno blizu u našem galaktičkom susjedstvu. Smatra se da su takve pojave zbivale se i u prošlosti, no nisu zabilježene.

## Poveznice
- Polovi sjeverne polutke
- Polovi južne polutke
- Zemljini magnetski polovi

## Vanjske poveznice
|  | Zajednički poslužitelj ima još gradiva o temi Zemljino magnetsko polje |